# Pretty Guardian Sailor Moon
Pretty Guardian Sailor Moon (美少女戦士セーラームーン, Bishōjo Senshi Sērā Mūn, vaak afgekort tot PGSM) is een tokusatsu-serie gebaseerd op de manga Bishōjo Senshi Sailor Moon. De serie werd geproduceerd door Toei, de studio die vooral bekend is van de Super Sentai- en Kamen Rider series.
PGSM werd exclusief in Japan uitgebracht, alwaar de serie liep van 4 oktober 2003 t/m 25 september 2004. De titelsong werd gezonden door J-popzanger Sae.
De serie liep 49 afleveringen. Verder bevatte de serie twee direct-naar-dvd specials.

## Verhaal
De aarde wordt bedreigd door het Duistere koninkrijk, geleid door koningin Beryl en haar vier generaals. Dit koninkrijk wil de aarde veroveren door de energie van mensen te stelen.
Om Beryl en haar leger te stoppen krijgen vijf schoolmeisjes de macht om te veranderen in de Sailor Strijders: Usagi Tsukino, Ami Mizuno, miko Rei Hino, Makoto Kino, en Minako Aino. Ze worden bijgestaan door twee speciale katten (Luna en Artemis), en de mysterieuze antiheld/juwelendief Tuxedo Mask.

## Achtergrond
De serie volgt in grote lijnen de eerste verhaallijn uit de manga, maar voegt hier een hoop nieuwe elementen aan toe. Zo zijn de verhalen meer gefocust op de verschillende personages en het dagelijkse leven van de heldinnen. De eerste vijf afleveringen volgen nog nauwkeurig de verhaallijn uit de manga, maar daarna gaat de serie duidelijk een eigen richting op.
Een van de grootste veranderingen ten opzichte van de manga is het personage Minako Aino, die in plaats van het gewone meisje te midden van de andere Strijders in de serie en popidool is. Ze refereert vaak naar haar dubbelleven als heldin in haar muziek. Een andere grote verandering ten opzichte van de manga is de introductie van een compleet nieuw personage: Mio Kuroki.
Behalve de veranderingen aan het verhaal, zijn in de serie ook bepaalde details aangepast om ze beter aan te laten sluiten bij een hedendaags publiek. In de manga en anime heeft het personage Ami vaak een Compact cassette bij zich. In de serie is deze vervangen door een minidisc. In plaats van een speciale pen en een communicator dragen de strijders een magische mobiele telefoon en een armband bij zich.

## Rolverdeling
- Miyū Sawai als Sailor Moon (personage)|Usagi Tsukino/Sailor Moon/Princess Serenity/Princess Sailor Moon, Koningin Serenity
- Chisaki Hama als Sailor Mercurius|Ami Mizuno/Sailor Mercury/Dark Mercury
- Keiko Kitagawa als Sailor Mars|Rei Hino/Sailor Mars
- Myū Azama als Sailor Jupiter|Makoto Kino/Sailor Jupiter
- Ayaka Komatsu als Sailor Venus|Minako Aino/Sailor V/Sailor Venus
- Rina Koike als[Luna (Sailor Moon)|Luna Tsukino/Sailor Luna
- Keiko Han als Luna (stem)
- Kappei Yamaguchi als Artemis (Sailor Moon) (stem)
- Jyōji Shibue als Mamoru Chiba/Tuxedo Kamen/Prince Endymion
- Aya Sugimoto als Koningin Beryl
- Jun Masuo als Jadeite
- Hiroyuki Matsumoto als Nephrite
- Yoshito Endō als Zoisite
- Akira Kubodera als Kunzite
- Alisa Durbrow als Mio Kuroki
- Chieko Kawabe als Naru Osaka
- Masaya Kikawada als Motoki Furuhata
- Kaori Moriwaka als Ikuko Tsukino
- Naoki Takeshi als Shingo Tsukino
- Moeko Matsushita als Hina Kusaka
- Narushi Ikeda als Sugao Saitou, Minako's manager